# Mazille
Mazille é uma comuna francesa na região administrativa de Borgonha-Franco-Condado, no departamento Saône-et-Loire. Estende-se por uma área de 9,45 km². Em 2010 a comuna tinha 448 habitantes (densidade: 47,4 hab./km²).